# Speeltuinvereniging Ons Genoegen
Ons Genoegen is een speeltuinvereniging in Amsterdam. De vereniging werd opgericht op 14 juni 1914 in de Elandstraat op nummer 23 ten behoeve van de arme jeugd in de Jordaan, die met grote gezinnen in te kleine woningen woonden.
Het doel van Ons Genoegen is om arme gezinnen deel te laten nemen aan het verenigingsleven. Het oorspronkelijke gebouw waar de vereniging in huisde, werd gesloopt en nu is de vereniging gevestigd aan de Elandstraat op nummer 101. Het oude gebouw zou volgens de planning in mei 2012 vervangen worden door een nieuw gebouw, dat gedeeltelijk gebruikt zal worden voor de naschoolse opvang van de Montessori School. De verwachting was dat de bouw van het nieuwe gebouw tot in oktober duurde, maar dit liep uit.
Op 19 december 2012 heeft Ons genoegen zich in het nieuwe gebouw gevestigd.

## Wandeltocht
Deze vereniging organiseert ook elk jaar in maart een wandelweekend door Amsterdam. Deze wandelweekenden worden flink bezocht door mensen uit heel Nederland en soms ook door mensen uit het buitenland.

## 100-jarig jubileum
Op 14 juni 2014 bestond de vereniging precies 100 jaar.